# Incidente de las capuchas

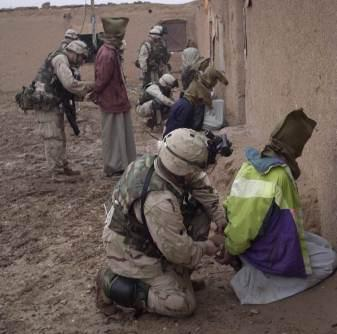
Soldados de la 173.ª Brigada Aerotransportada colocan capuchas sobre las cabezas de los presuntos insurgentes iraquíes en diciembre de 2003

El incidente de las capuchas (en turco: Çuval Olayı) fue un incidente que tuvo lugar el 4 de julio de 2003, tras la invasión de Irak de 2003, donde un grupo de personal militar turco que operaba en el norte de Irak fue capturado, conducido con capuchas sobre sus cabezas e interrogado por militares estadounidenses. Los soldados fueron liberados tras 60 horas, luego de que Turquía protestara a Estados Unidos.
Aunque ninguna de las partes se disculpó, una comisión estadounidense-turca establecida para investigar el incidente emitió luego una declaración conjunta de pesar. Además, el Secretario de Defensa de los Estados Unidos Donald Rumsfeld escribió una carta al primer ministro de Turquía Recep Tayyip Erdoğan en la que expresaba pena por el incidente. El incidente dañó las relaciones entre Estados Unidos y Turquía y marcó un punto bajo en las mismas. Si bien el incidente recibió pequeña cobertura mediática en Estados Unidos, fue un evento importante en Turquía, por lo que muchos de sus ciudadanos lo consideraron un insulto y lo apodaron el «incidente de las capuchas».